# Ramuliseta ashleyi
Ramuliseta ashleyi är en tvåvingeart som beskrevs av Barraclough 1998. Ramuliseta ashleyi ingår i släktet Ramuliseta och familjen Ctenostylidae. Inga underarter finns listade i Catalogue of Life.